# Atahualpa (Santa Elena)
Atahualpa ist eine Ortschaft und eine Parroquia rural („ländliches Kirchspiel“) im Kanton Santa Elena der ecuadorianischen Provinz Santa Elena. Die Parroquia besitzt eine Fläche von 77,81 km². Die Einwohnerzahl lag im Jahr 2010 bei 3532. Die Parroquia wurde am 18. März 1941 gegründet.

## Lage
Die Parroquia Atahualpa erstreckt sich über den zentralen Süden der Provinz Santa Elena und reicht im Süden bis an die Pazifikküste. Der Verwaltungssitz Atahualpa befindet sich an 13 km südöstlich der Provinzhauptstadt Santa Elena. Die Fernstraße E40 (Guayaquil–Salinas) durchquert den äußersten Norden der Parroquia. Eine Nebenstraße zweigt von ihr ab und führt an Atahualpa vorbei nach Ancón.
Die Parroquia Atahualpa grenzt im Westen an die Parroquia Ancón, im Norden an die Parroquia Santa Elena sowie im Osten an die Parroquia Chanduy.